# Carlo Alberto Cernuschi
Carlo Alberto Cernuschi (Pola, 1º gennaio 1933) è un ex calciatore italiano, di ruolo portiere.

## Carriera
Nella stagione 1952-1953 ha giocato 9 partite in Serie A con il Novara.
In seguito ha disputato altre 36 gare in Serie B con le maglie di Cagliari, Palermo e Parma.